# Oyumsöğüt, Şehitkamil
Öğümsöğüt là một xã thuộc huyện Şehitkamil, tỉnh Gaziantep, Thổ Nhĩ Kỳ. Dân số thời điểm năm 2011 là 1.243 người.